# Jiefang
Jiefang è un villaggio nella Contea di Dali in Cina dove è stato ritrovato il fossile noto come Cranio di Dali; il sito si vicino al fiume Luo, nei pressi del villaggio.

## Descrizione
Nel sito oltre al cranio, durante gli scavi del 1978, furono rinvenuti anche diverse centinaia di piccoli manufatti in pietra e resti fossili di animali che comprendono 28 specie di molluschi, uccelli, pesci e soprattutto mammiferi. L'analisi del polline ha suggerito che la vegetazione associata all'Uomo di Dali era una steppa forestale, corrispondente a uno stadio glaciale o di transizione. 
La stratigrafia del sito archeologico ha definito tredici unità sedimentarie: le unità 1–9 sono relative a depositi fluviali, mentre le unità 10–13 corrispondono a paleosuoli. Lo strato sedimentario archeologicamente significativo è l'unità 3, che contiene i principali materiali litici e paleontologici e il teschio di Dalì. Manufatti fossili e pietra sono stati trovati anche nelle unità 4 e 5. 